# Gunung Bukit
Gunung Bukit is een bestuurslaag in het regentschap Aceh Tengah van de provincie Atjeh, Indonesië. Gunung Bukit telt 953 inwoners (volkstelling 2010).